# 张慎思
张慎思（9世纪—910年代），清河人。晚唐、后梁将官。
最初效力晚唐民变首领黄巢，后投降宣武军节度使朱全忠，累授军职，历任诸军都指挥使。助朱全忠击败黄巢、奉国军节度使秦宗权、泰宁军节度使朱瑾、天平军节度使朱宣，皆有大功，得表授检校工部尚书，兼宋州长史。光化年间，加检校右仆射，权知亳州。天復三年（903年），因助朱全忠迎驾回京之功，赐号迎銮毅勇功臣，不久除授汝州防御使。天祐元年（904年），授左龙武统军。同年冬，除授许州忠武军节度使。次年（905年）十一月，权知徐州武宁军两使留后。一次，从子陕州司马张延翰到访，告以北方将乱，说想要避居江、淮即大军阀淮南节度使杨行密治下，以延续家族世系。张慎思认可他的判断，慨然送他上路。
朱全忠受禅建立后梁，张慎思入为左金吾大将军。开平二年（908年），除授宋州刺史，不久，复拜左金吾大将军。三年（909年）冬，除授蔡州刺史，因贪货大失民情，诏追赴阙，至少留他到乾化二年（911年）二月。不久，随驾北征晋国回来，因病在洛阳私第养病。治家不严，为其子所弑。

## 延伸阅读
[在维基数据编辑]
 《舊五代史·卷15》，出自薛居正《舊五代史》